# Сомерсет (Пенсільванія)
Сомерсет (англ. Somerset) — місто (англ. borough) в США, в окрузі Сомерсет штату Пенсільванія. Населення — 6048 осіб (2020).

## Географія
Сомерсет розташований за координатами 40°0′18″ пн. ш. 79°4′40″ зх. д. / 40.00500° пн. ш. 79.07778° зх. д. (40.005030, -79.077855). За даними Бюро перепису населення США в 2010 році місто мало площу 7,07 км², уся площа — суходіл.

### Клімат
Громада знаходиться у зоні, котра характеризується вологим субтропічним кліматом. Найтепліший місяць — липень із середньою температурою 20.4 °C (68.7 °F). Найхолодніший місяць — лютий, із середньою температурою -2.8 °С (27 °F).
| Клімат Сомерсета        | Клімат Сомерсета | Клімат Сомерсета | Клімат Сомерсета | Клімат Сомерсета | Клімат Сомерсета | Клімат Сомерсета | Клімат Сомерсета | Клімат Сомерсета | Клімат Сомерсета | Клімат Сомерсета | Клімат Сомерсета | Клімат Сомерсета | Клімат Сомерсета |
| Показник                | Січ.             | Лют.             | Бер.             | Квіт.            | Трав.            | Черв.            | Лип.             | Серп.            | Вер.             | Жовт.            | Лист.            | Груд.            | Рік              |
| Абсолютний максимум, °C | 23               | 23               | 29               | 32               | 33               | 37               | 37               | 39               | 36               | 33               | 25               | 22               | 39               |
| Середній максимум, °C   | 2,4              | 2,7              | 8,4              | 14,9             | 21,1             | 25,2             | 27,3             | 26,6             | 23,6             | 17,4             | 9,4              | 3,3              | 15,2             |
| Середня температура, °C | −2,7             | −2,8             | 2,4              | 8,1              | 13,8             | 18,2             | 20,4             | 19,4             | 16,2             | 10,2             | 3,8              | −1,6             | 8,8              |
| Середній мінімум, °C    | −7,8             | −8,2             | −3,6             | 1,3              | 6,5              | 11,1             | 13,4             | 12,4             | 8,7              | 3                | −1,9             | −6,6             | 2,4              |
| Абсолютний мінімум, °C  | −33              | −33              | −27              | −19              | −8               | −6               | 0                | −1               | −5               | −12              | −26              | −31              | −33              |
| Норма опадів, мм        | 100              | 80               | 100              | 110              | 120              | 120              | 110              | 110              | 80               | 70               | 80               | 90               | 1220             |
| Днів з опадами          | 15               | 13               | 14               | 14               | 13               | 12               | 12               | 10               | 9                | 9                | 11               | 14               | 146              |
| Днів з дощем            | 7                | 6                | 6                | 7                | 7                | 7                | 7                | 7                | 5                | 5                | 5                | 7                | 80               |
| Вологість повітря, %    | 80               | 83               | 69               | 72               | 70               | 74               | 76               | 78               | 77               | 73               | 73               | 80               | 75               |
| ----------------------- | ---------------- | ---------------- | ---------------- | ---------------- | ---------------- | ---------------- | ---------------- | ---------------- | ---------------- | ---------------- | ---------------- | ---------------- | ---------------- |
| Джерело: Weatherbase    |                  |                  |                  |                  |                  |                  |                  |                  |                  |                  |                  |                  |                  |

## Демографія
Згідно з переписом 2010 року, у селищі мешкало 6277 осіб у 2963 домогосподарствах у складі 1570 родин. Густота населення становила 888 осіб/км². Було 3218 помешкань (455/км²).
Расовий склад населення:
| - 96,8 % — білих - 0,9 % — азіатів - 0,8 % — чорних або афроамериканців - 0,2 % — корінних американців |

До двох чи більше рас належало 1,1 %. Частка іспаномовних становила 1,1 % від усіх жителів.
За віковим діапазоном населення розподілялося таким чином: 20,5 % — особи молодші 18 років, 60,4 % — особи у віці 18—64 років, 19,1 % — особи у віці 65 років та старші. Медіана віку мешканця становила 42,3 року. На 100 осіб жіночої статі у селищі припадало 83,4 чоловіків; на 100 жінок у віці від 18 років та старших — 81,8 чоловіків також старших 18 років.
Середній дохід на одне домашнє господарство становив 53 485 доларів США (медіана — 35 875), а середній дохід на одну сім'ю — 72 690 доларів (медіана — 59 600). Медіана доходів становила 42 917 доларів для чоловіків та 33 438 доларів для жінок. За межею бідності перебувало 23,9 % осіб, у тому числі 37,6 % дітей у віці до 18 років та 12,8 % осіб у віці 65 років та старших.
Цивільне працевлаштоване населення становило 2567 осіб. Основні галузі зайнятості: освіта, охорона здоров'я та соціальна допомога — 22,8 %, виробництво — 14,8 %, роздрібна торгівля — 12,4 %, мистецтво, розваги та відпочинок — 11,3 %.